# Oberlarg
Oberlarg là một xã ở tỉnh Haut-Rhin trong vùng Grand Est ở đông bắc Pháp. Xã này có diện tích 8,21 km², dân số năm 1999 là 153 người. Khu vực này có độ cao 520 mét trên mực nước biển.